# Barrocal
Sub-região natural do Algarve, que se localiza entre a Serra e o Litoral. Em termos geológicos, caracteriza-se pela presença de várias elevações calcárias de forma irregular, que raramente ultrapassam os 400 metros de altitude, denominadas barrocos. Esta sub-região atravessa longitudinalmente o Algarve, sendo a região central mais larga que as extremidades.
Na sua vegetação endémica predominariam as florestas de azinheira. Contudo, a acção continuada do Homem deu origem a um coberto vegetal mais degradado onde predominam arbustos como o zambujeiro ou a murta, alfarrobeiras de pequeno porte e alguns exemplares isolados de azinheira. Em termos agrícolas predominaram ao longo dos séculos as culturas de sequeiro, com destaque para a amendoeira, figueira, alfarrobeira e oliveira. Nos vales predominavam as culturas de regadio, especialmente de citrinos. Nas últimas décadas assistiu-se à expansão das culturas de regadio e da vinha para áreas anteriormente ocupadas pelo sequeiro. Actualmente a produção agrícola encontra-se em grande medida abandonada. 

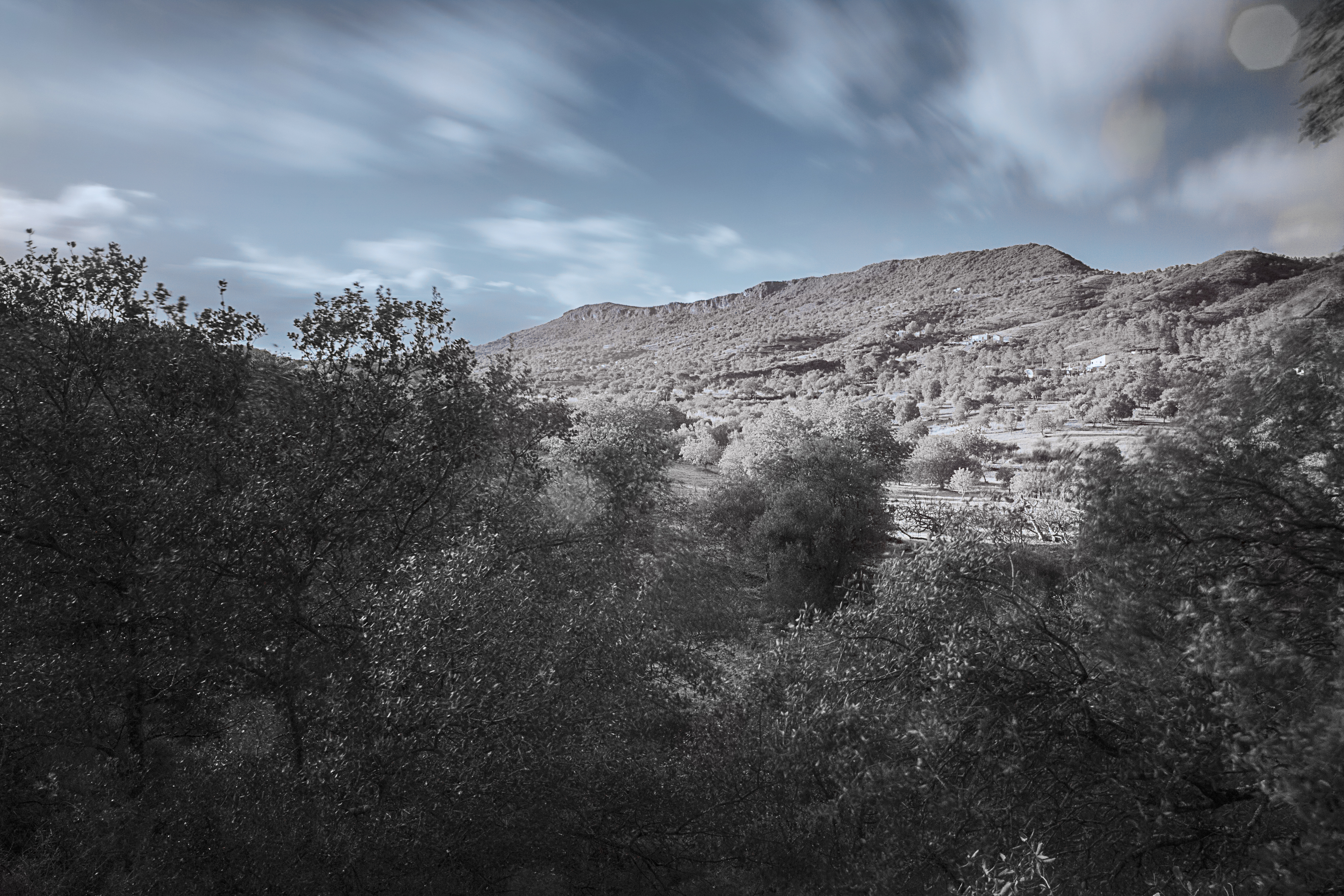
Rocha da Pena

No passado a sua fauna terá sido muito diversificada, mas a caça, o controlo de predadores e a destruição de habitats terão conduzido à extinção de várias espécies como o lince-ibérico ou o lobo-ibérico. Ainda assim, o Barrocal apresenta boas populações de espécies como o mocho-galego, coruja-das-torres, ouriço-cacheiro, passeriformes, várias espécies de morcegos e alguns exemplares de águia-de-bonelli.
Ao longo do Barrocal existem vários pontos de elevado interesse ambiental, geológico, paisagístico e cultural como a Cascata do Pego do Inferno, Cerro da Cabeça, Cerro de São Miguel, Rocha da Pena, Fonte Benémola, Nave do Barão, Castelo de Paderne, Castelo de Salir ou Alte, uma das aldeias mais típicas do Algarve.
As grutas do Barrocal albergam uma rica comunidade de animais cavernícolas, espécies endémicas e que vivem exclusivamente no meio subterrâneo, de entre elas destacam-se: o pseudoescorpião gigante Titanobochica magna, o dipluro cavernícola português Litocampa mendesi ou o tisanuro gigante Squamatinia algharbica.
Loulé, uma das principais cidades da região, encontra-se em pleno Barrocal. Outras vilas e aldeias como Estoi, Paderne, Santa Bárbara de Nexe, Santa Catarina da Fonte do Bispo ou Tunes também se encontram nesta sub-região.